# Мы будем жить теперь по-новому
«Мы бу́дем жить тепе́рь по-но́вому» или «Лю́берцы» — дебютная песня и один из первых хитов группы «Любэ».

## Содержание
Песня является повествованием от лица шестнадцатилетнего молодого человека, который возвращается пешком в свой родной город, куда он идёт по кольцевой автодороге. Молодой человек живёт в ногу со временем и со своей страной, активно занимается спортом и ведёт здоровый образ жизни, критикует капитализм и поддерживает политику разрядки. В жизни юноши начинается новый этап, и он обещает «жить теперь по-новому», а также устроить новую жизнь своему родному городу, округе и всей стране.

## Дебют
Группа «Любэ» (название родилось спонтанно) начала с песни «Мы будем жить теперь по-новому», которую коллектив записал в марте 1989 года в студии «Звук» в следующем составе: Н. Расторгуев — вокал, В. Терешонок — гитара, А. Николаев — бас-гитара, Р. Бахтеев — барабаны, А. Давыдов — клавишные. Песня не осталась не замеченной. Вскоре «Любэ» дебютировала в столичном комплексе «Измайлово» на творческом вечере поэта Александра Шаганова, который транслировался по ТВ. Сценический образ парней в чёрных майках, клетчатых брюках дополнялся брутальной музыкой — жёсткие ритмы, накал рок-фольклора. Этот образ «Любэ» поддерживали до песни «Не валяй дурака, Америка!», после которой «Любэ» облачаются в гимнастёрки и переключаются на военную тематику.
В том же 1989 году был издан первый магнитоальбом «Мы будем жить теперь по-новому», который включил 14 песен группы «Любэ». В конце года по приглашению Аллы Пугачёвой «Любэ» участвует в «Рождественских встречах». Эта работа в немалой степени способствовала смене сценического имиджа группы.